# Enzo Ferretti
Enzo Ferretti (Roma, 18 gennaio 1920 – Roma, 25 febbraio 2010) è stato un cestista italiano.

## Carriera
Nel campionato 1950-1951 ha chiuso al secondo posto con la Ginnastica Roma.
Con la Nazionale ha preso parte agli Europei 1951. In totale ha disputato 11 incontri in maglia azzurra, realizzando 20 punti.